# Zehra Doğan
Zehra Doğan (ur. 1989) – kurdyjska artystka i dziennikarka.12 czerwca 2016 została aresztowana przez tureckie władze i skazana na karę więzienia za namalowanie obrazu przedstawiającego zniszczenie miasta Nusaybin na skutek walk pomiędzy armią kurdyjską i turecką. Władze tureckie uznały namalowanie obrazu za propagowanie „terrorystycznej propagandy”. Uwięzienie Doğan wywołało protesty społeczności międzynarodowej, m.in. artysta Banksy stworzył mural w proteście przeciwko jej uwięzieniu. Jako dziennikarka Doğan założyła JINHA, pierwszą w Turcji agencję prasową, w której pracowały wyłącznie kobiety. Agencja została zamknięta przez rząd turecki w 2016 roku. 24 lutego 2019 została zwolniona z więzienia.